# Gorgona (goletta)
La Gorgona è stata una goletta ad elica della Regia Marina. 

## Caratteristiche
Scafo in legno con carena ricoperta di rame, la nave apparteneva ad una classe di cinque unità, costruite tra il 1866 ed il 1869 in seguito ad uno stanziamento straordinario votato nel 1864. Progettate come piccole ed economiche unità per compiti di guardia costiera – necessità sentita soprattutto nel Sud Italia, per contrastare il brigantaggio, la pesca abusiva, la guerriglia filoborbonica, la fuga in Africa dei renitenti alla leva, l'emigrazione clandestina, lo sviluppo della criminalità organizzata ed il contrabbando –, le golette della classe Ischia erano navi di modeste prestazioni, destinate inizialmente alla vigilanza doganale per conto dell'Amministrazione Finanziaria. Mediante tali unità venne costituito un servizio permanente di sorveglianza delle coste da Venezia a Porto Empedocle.
L'apparato propulsivo, prodotto dalla Ditta Ansaldo di Genova Sampierdarena, consisteva in una macchina alternativa a vapore di scarsa potenza (la macchina della Gorgona, in particolare, sviluppava 188 hp o 138 kW) che, alimentata da due caldaie parallelepipede a ritorno di fiamma (che scaricavano i loro fumi di combustione mediante un alto fumaiolo sistemato subito a proravia dell'albero maestro), azionava una singola elica, permettendo il raggiungimento di una velocità massima di otto nodi. Le unità della classe Ischia avevano inoltre una ridotta velatura, costituita da due alberi (trinchetto e maestra) attrezzati a vele auriche (armamento velico a goletta).
Le golette della classe Ischia disponevano anche di un limitato armamento, la cui entità iniziale non è nota, ma che nel 1887 venne sostituito da due cannoni da 80 mm. Nel 1883 la Gorgona, a scopo sperimentale, venne sottoposta a lavori nell'Arsenale di La Spezia ed imbarcò le attrezzature per il trasporto e la posa di 30 mine elettriche del peso di 745 kg ciascuna.

## Storia
Impostata nei cantieri di Castellammare di Stabia nel 1866, la Gorgona venne varata nel giugno 1867 ed ultimata nel 1868. Nei primi anni di servizio la goletta, al pari delle unità gemelle, operò per conto dell'Amministrazione delle Finanze, svolgendo servizio di guardia costiera in Sud Italia, a contrasto del brigantaggio e della piccola pirateria e con ispezioni delle navi in navigazione alla volta di Tunisi, e più generalmente dell'Africa Settentrionale, per accertare che non avessero a bordo disertori o renitenti alla leva.
Passata sotto il completo controllo da parte della Regia Marina nel 1870, la Gorgona rimase disarmata sino al 1875, quando, riportata in armamento, fu assegnata alla Squadra Permanente, in seno alla quale venne adibita a compiti ausiliari (nel 1876 facevano parte della Squadra, oltre alla Gorgona, le gemelle Tino, Marettimo e Tremiti, un'altra unità minore, la Calatafimi, l'avviso Authion e le pirofregate corazzate Ancona, Venezia, Castelfidardo, Conte Verde, Palestro e Regina Maria Pia).
Nel 1879 la goletta venne dislocata a La Spezia, permanendovi sino al 1883, dapprima adibita alla sorveglianza sanitaria del Lazzaretto del Varignano e successivamente alla vigilanza della Polveriera di Panigaglia.
Trasferita nel 1888 a La Maddalena, la Gorgona vi permase sino al 1890, per poi essere disarmata a La Spezia. Radiata il 30 agosto 1903 insieme alle gemelle Marettimo, Tino e Tremiti, la nave venne ancora impiegata a La Spezia come pontone guardaporto prima della demolizione.